# Diócesis de Santa Elena
La diócesis de Santa Elena (en latín: Dioecesis Sanctae Helenae) es una circunscripción eclesiástica de la Iglesia católica en Ecuador. Se trata de una diócesis latina, sufragánea de la arquidiócesis de Guayaquil. Desde el 2 de febrero de 2022 su obispo es Iván Minda Chalá.

## Territorio y organización
La diócesis tiene 6343 km² y extiende su jurisdicción sobre los fieles católicos de rito latino residentes en la provincia de Santa Elena, el cantón Playas en la provincia del Guayas y las parroquias civiles rurales de El Morro, Posorja y Progreso en el cantón Guayaquil en la misma provincia del Guayas. El territorio se corresponde con la vicaria episcopal de la Península de Santa Elena de la arquidiócesis de Guayaquil.
La sede de la diócesis se encuentra en la ciudad de Santa Elena, en donde se halla la Catedral de la Emperatriz Santa Elena.
En 2022 en la diócesis existían 28 parroquias. En agosto de 2022 fue erigida la nueva parroquia de Santa Narcisa de Jesús llevando su número a 29.

## Historia
La diócesis fue erigida el 2 de febrero de 2022 por el papa Francisco mediante la bula In templo Christum, obteniendo el territorio de la arquidiócesis de Guayaquil. Iván Minda Chalá fue elegido como obispo al mismo tiempo de la erección de la diócesis, tomando posesión el 1 de abril del mismo año.

## Estadísticas
Según el Anuario Pontificio 2023 la diócesis tenía a fines de 2022 un total de 340 000 fieles bautizados.
| Año                                                                             | Población            | Población | Población      | Sacerdotes | Sacerdotes    | Sacerdotes    | Bautizados por sacerdote | Diáconos permanentes | Religiosos | Religiosos | Parroquias |
| Año                                                                             | Bautizados católicos | Total     | % de católicos | Total      | Clero secular | Clero regular | Bautizados por sacerdote | Diáconos permanentes | Varones    | Mujeres    | Parroquias |
| ------------------------------------------------------------------------------- | -------------------- | --------- | -------------- | ---------- | ------------- | ------------- | ------------------------ | -------------------- | ---------- | ---------- | ---------- |
| 2022                                                                            | 340 000              | 400 000   | 85.0           | 43         | 29            | 14            | 7906                     |                      | 14         |            | 28         |
| Fuente: Catholic-Hierarchy, que a su vez toma los datos del Anuario Pontificio. |                      |           |                |            |               |               |                          |                      |            |            |            |

## Episcopologio
| Foto | Escudo | Titular                | Período                       | Período | Fin del cargo (razón) |
| Foto | Escudo | Titular                | Inicio                        | Fin     | Fin del cargo (razón) |
| ---- | ------ | ---------------------- | ----------------------------- | ------- | --------------------- |
|      |        | Guido Iván Minda Chalá | Desde el 2 de febrero de 2022 |         |                       |